# Noble J. Johnson

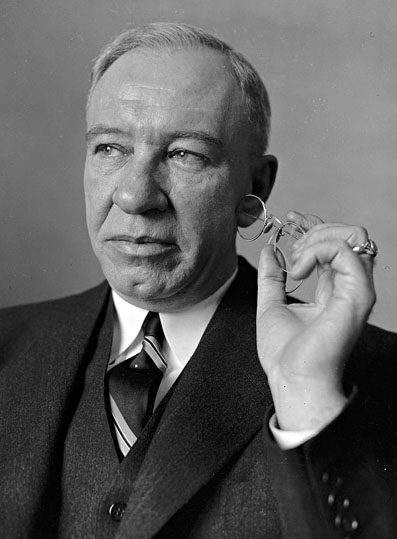
Noble J. Johnson

Noble Jacob Johnson (* 23. August 1887 in Terre Haute, Indiana; † 17. März 1968 in Washington, D.C.) war ein US-amerikanischer Jurist und Politiker. Zwischen 1925 und 1931 sowie nochmals von 1939 bis 1948 vertrat er den Bundesstaat Indiana im US-Repräsentantenhaus.

## Werdegang
Noble Johnson besuchte die öffentlichen Schulen seiner Heimat. Nach einem anschließenden Jurastudium und seiner 1911 erfolgten Zulassung als Rechtsanwalt begann er in Terre Haute in diesem Beruf zu arbeiten. In den Jahren 1917 und 1918 war er stellvertretender Staatsanwalt im 43. Gerichtsbezirk von Indiana. Zwischen 1921 und 1924 amtierte er im gleichen Gerichtsbezirk als regulärer Staatsanwalt. Politisch war Johnson Mitglied der Republikanischen Partei. Bei den Kongresswahlen des Jahres 1924 wurde er im fünften Wahlbezirk von Indiana in das US-Repräsentantenhaus in Washington gewählt, wo er am 4. März 1925 die Nachfolge von Everett Sanders antrat. Nach zwei Wiederwahlen konnte er bis zum 3. März 1931 drei Legislaturperioden im Kongress absolvieren.
Im Jahr 1930 wurde er nicht wiedergewählt. Eine weitere Kongresskandidatur im Jahr 1936 blieb ebenso erfolglos. Bei den Wahlen des Jahres 1938 wurde Johnson dann im sechsten Distrikt seines Staates erneut in den Kongress gewählt, wo er am 3. Januar 1939 Virginia E. Jenckes ablöste. Nach vier Wiederwahlen konnte er bis zu seinem Rücktritt am 1. Juli 1948 im US-Repräsentantenhaus verbleiben. Dort wurden bis 1941 zunächst noch weitere New-Deal-Gesetze der Bundesregierung verabschiedet. Danach war auch die Arbeit des Kongresses von den Ereignissen des Zweiten Weltkrieges und dessen Folgen geprägt.
Johnson legte im Juli 1948 sein Abgeordnetenmandat nieder, nachdem er zum Bundesrichter am United States Court of Customs and Patent Appeals ernannt worden war. Seit 1956 führte er als Nachfolger von Finis J. Garrett den Vorsitz an diesem Gerichtshof. Am 7. August 1958 trat er in den Teilruhestand. Im Seniorstatus arbeitete er bis zu seinem Tod weiterhin als Richter. Noble Johnson starb am 17. März 1968 in der Bundeshauptstadt Washington.